# Isla Rasa Chica
Isla Rasa Chica är en ö i Argentina.   Den ligger i provinsen Santa Cruz, i den södra delen av landet, 1 700 km söder om huvudstaden Buenos Aires.